# Single numer jeden w roku 1993 (USA)
Notowanie Billboard Hot 100 przedstawia najlepiej sprzedające się single w Stanach Zjednoczonych. Publikowane jest ono przez magazyn Billboard, a dane kompletowane są przez Nielsen SoundScan w oparciu o cotygodniowe wyniki sprzedaży cyfrowej oraz fizycznej singli, a także częstotliwość emitowania piosenek na antenach stacji radiowych.

## Historia notowania
| Data publikacji | Piosenka                                         | Artysta                     |
| --------------- | ------------------------------------------------ | --------------------------- |
| 2 stycznia      | "I Will Always Love You"                         | Whitney Houston             |
| 9 stycznia      | "I Will Always Love You"                         | Whitney Houston             |
| 16 stycznia     | "I Will Always Love You"                         | Whitney Houston             |
| 23 stycznia     | "I Will Always Love You"                         | Whitney Houston             |
| 30 stycznia     | "I Will Always Love You"                         | Whitney Houston             |
| 6 lutego        | "I Will Always Love You"                         | Whitney Houston             |
| 13 lutego       | "I Will Always Love You"                         | Whitney Houston             |
| 20 lutego       | "I Will Always Love You"                         | Whitney Houston             |
| 27 lutego       | "I Will Always Love You"                         | Whitney Houston             |
| 6 marca         | "A Whole New World"                              | Peabo Bryson i Regina Belle |
| 13 marca        | "Informer"                                       | Snow                        |
| 20 marca        | "Informer"                                       | Snow                        |
| 27 marca        | "Informer"                                       | Snow                        |
| 3 kwietnia      | "Informer"                                       | Snow                        |
| 10 kwietnia     | "Informer"                                       | Snow                        |
| 17 kwietnia     | "Informer"                                       | Snow                        |
| 24 kwietnia     | "Informer"                                       | Snow                        |
| 1 maja          | "Freak Me"                                       | Silk                        |
| 8 maja          | "Freak Me"                                       | Silk                        |
| 15 maja         | "That’s the Way Love Goes"                       | Janet Jackson               |
| 22 maja         | "That’s the Way Love Goes"                       | Janet Jackson               |
| 29 maja         | "That’s the Way Love Goes"                       | Janet Jackson               |
| 5 czerwca       | "That’s the Way Love Goes"                       | Janet Jackson               |
| 12 czerwca      | "That’s the Way Love Goes"                       | Janet Jackson               |
| 19 czerwca      | "That’s the Way Love Goes"                       | Janet Jackson               |
| 26 czerwca      | "That’s the Way Love Goes"                       | Janet Jackson               |
| 3 lipca         | "That’s the Way Love Goes"                       | Janet Jackson               |
| 10 lipca        | "Weak"                                           | SWV                         |
| 17 lipca        | "Weak"                                           | SWV                         |
| 24 lipca        | "Can’t Help Falling in Love"                     | UB40                        |
| 31 lipca        | "Can’t Help Falling in Love"                     | UB40                        |
| 7 sierpnia      | "Can’t Help Falling in Love"                     | UB40                        |
| 14 sierpnia     | "Can’t Help Falling in Love"                     | UB40                        |
| 21 sierpnia     | "Can’t Help Falling in Love"                     | UB40                        |
| 28 sierpnia     | "Can’t Help Falling in Love"                     | UB40                        |
| 4 września      | "Can’t Help Falling in Love"                     | UB40                        |
| 11 września     | "Dreamlover"                                     | Mariah Carey                |
| 18 września     | "Dreamlover"                                     | Mariah Carey                |
| 25 września     | "Dreamlover"                                     | Mariah Carey                |
| 2 października  | "Dreamlover"                                     | Mariah Carey                |
| 9 października  | "Dreamlover"                                     | Mariah Carey                |
| 16 października | "Dreamlover"                                     | Mariah Carey                |
| 23 października | "Dreamlover"                                     | Mariah Carey                |
| 30 października | "Dreamlover"                                     | Mariah Carey                |
| 6 listopada     | "I’d Do Anything for Love (But I Won’t Do That)" | Meat Loaf                   |
| 13 listopada    | "I'd Do Anything for Love (but I Won't Do That)" | Meat Loaf                   |
| 20 listopada    | "I'd Do Anything for Love (but I Won't Do That)" | Meat Loaf                   |
| 27 listopada    | "I'd Do Anything for Love (but I Won't Do That)" | Meat Loaf                   |
| 4 grudnia       | "I'd Do Anything for Love (but I Won't Do That)" | Meat Loaf                   |
| 11 grudnia      | "Again"                                          | Janet Jackson               |
| 18 grudnia      | "Again"                                          | Janet Jackson               |
| 25 grudnia      | "Hero"                                           | Mariah Carey                |